# 造物主泰勒
泰勒·格雷戈里·奥康马（英語：Tyler Gregory Okonma，1991年3月6日—），是一名美国说唱歌手、唱片制作人兼时装设计师，艺名为造物主泰勒（Tyler, The Creator）。奥康马出生于加利福尼亚州拉德拉高地。2000年代末，他作为另类嘻哈团体Odd Future的领军人在互联网上崭露头角。他以说唱歌手、制作人、导演和演员的身份参与这一团体当中，并为其成员制作了多张录音室专辑。他还在《Odd Future》团体创作的喜剧节目《Loiter Squad》当中担任主演。
在个人音乐事业方面，他在2009年独立发行了首张混音带《Bastard》，得到了许多网络音乐刊物的关注。他在2011年首张录音室专辑《小妖精》连同热门单曲《Yonkers》得到了主流媒体的关注。在此期间，奥康马因为恐怖核风格的音乐以及暴力色彩浓重的歌词内容引发了媒体争议。
在发布了他的第二张录音室专辑《Wolf》（2013年）后，奥康马在音乐风格上从恐怖核风格转向融合了爵士、灵魂乐和节奏布鲁斯的音乐风格。 2017年-2021年间，奥康马发布了《花樣男孩》（2017年）、《Igor》（2019年）、《有我罩你》（2021年）三部曲专辑，这三张作品获得媒体的广泛好评和商业成功，后两部作品在Billboard 200首周即登顶榜单，且分别在2020年和2022年上夺得格莱美最佳说唱专辑奖。
除了音乐作品外，奥康马还通过他的服装品牌Golf Wang和Le Fleur以及与拉科斯特、匡威和路易威登等大品牌的合作，成为时尚界的重要人物。奥康马也是Camp Flog Gnaw Carnival音乐节的创始人，该音乐节自2012年以来每年举办，并邀请了肯伊·威斯特、德雷克、肯德里克·拉马尔、拉娜·德雷、比莉·艾利什等艺人参加。他还以“Wolf Haley”的名字导演了他职业生涯中的所有音乐和宣传影片。奥康马赢得了两个格莱美奖、三个黑人嘻哈音樂獎、一个全英音乐奖和一个MTV音乐录像带奖。2019年，他被《华尔街日报》评为“年度音乐创新者”。2024年，《洛杉矶时报》在其“L.A. Influential”系列中将奥康马列为“在洛杉矶留下印记的创作者”。

## 早年生活和教育
泰勒·格雷戈里·奥康马1991年3月6日出生在美国加利福尼亚州的霍桑，他的父亲是尼日利亚人，拥有伊博血统，母亲是美国人，拥有非裔美国人和加拿大白人血统的混合血统。他从未见过他的父亲，母亲在他15岁时离开了他。他在霍桑度过了他的童年，17岁时搬到了拉德拉高地。他从7岁开始说唱。14岁时，他自学了钢琴。
在他12年的学校生涯中，他曾在洛杉矶和萨克拉门托地区的12所不同的学校就读。在八年级时，奥康马加入了戏剧课，但由于过于活跃而被踢出，在九年级时，由于不会识谱，他不被允许加入乐队课。他曾在联邦快递工作了不到两周，在星巴克工作了两年多。奥康马从他用来发布创意作品的MySpace页面获得了他的艺名。

## 职业生涯

### 2007–2011: Odd Future, 《Bastard》 和《Goblin》

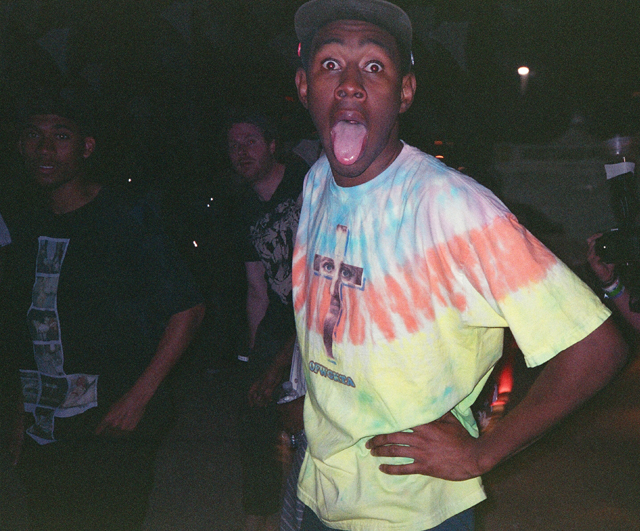
Okonma in April 2011

奥康马于2007年与霍奇（亦称Hodgy Beats）、Left Brain和蔬菜凱西共同创立了另类嘻哈音乐团体Odd Future。团队大多数成员在学校和滑板场认识，他们于2008年11月自发行了他们的首张混音带《The Odd Future Tape》。2009年12月25日，奥康马自发行了他的首张个人混音带《Bastard》。这张混音带最终在Pitchfork的2010年最佳专辑榜单中排名第32位。2011年2月11日，奥康马发布了歌曲《Yonkers》的音乐录影带。该影片引起了多家在线媒体的关注。一个包含第三段verse的版本在iTunes上发布。奥康马凭借《Yonkers》获得了2011年MTV音乐录影带大奖的最佳新人奖。奥康马在这两张个人作品中的主题内容使粉丝和刊物都将他归类为恐怖核流派，尽管他坚决否认自己与这一流派有任何联系。
2011年初，奥康马引起了音乐行业多位人士的兴趣，包括史蒂夫·里夫金德、吉米·洛维恩、瑞克·罗斯和Jay-Z。奥康马和Odd Future的其他成员最终在2011年4月与Red Distribution/索尼签署了合约。他的首张录音室专辑《小妖精》于2011年5月10日发行。奥康马和Odd Future的成员霍奇于2011年2月16日在《周六夜现场》上表演了《Sandwitches》，这是他们首次在电视上亮相。3月16日，奥康马和霍奇在2011年的mtvU Woodie Awards上表演了《Yonkers》和《Sandwitches》，在表演《Sandwitches》时，Odd Future的其他成员也加入了他们。
在接受《訪問》杂志对奥康马的采访时，瓦卡弗洛克火焰表达了他希望与Odd Future的主唱合作，为他执导音乐录影带的兴趣。2011年初，奥康马通过他的Formspring账号告诉粉丝，他的第二张专辑将被称为《Wolf》，并计划于2012年5月发行。奥康马还宣布Odd Future将推出自己的电视连续剧《Loiter Squad》。2011年9月8日，该节目最终确定为一个15分钟的真人秀，由Odd Future制作的各种小品、街头采访、恶作剧和音乐组成。

### 2012–2014: 《Wolf》 和 《Loiter Squad》 电视节目
Odd Future的电视连续剧《Loiter Squad》于2012年3月25日在Adult Swim首播。《蠢蛋搞怪秀》的制作公司Dickhouse Productions制作这一节目。共播出了三季，并邀请了包括强尼·诺克斯维尔、Lil Wayne和塞斯·罗根在内的名人客串。2015年，奥康马表示该节目“已经结束了”。2013年2月14日，Odd Future在他们的YouTube频道上上传了一段影片，其中包括L-Boy跳伞，并表示《Wolf》将于2013年4月2日发行。同一天，奥康马通过他的Instagram账号发布了三张专辑封面。

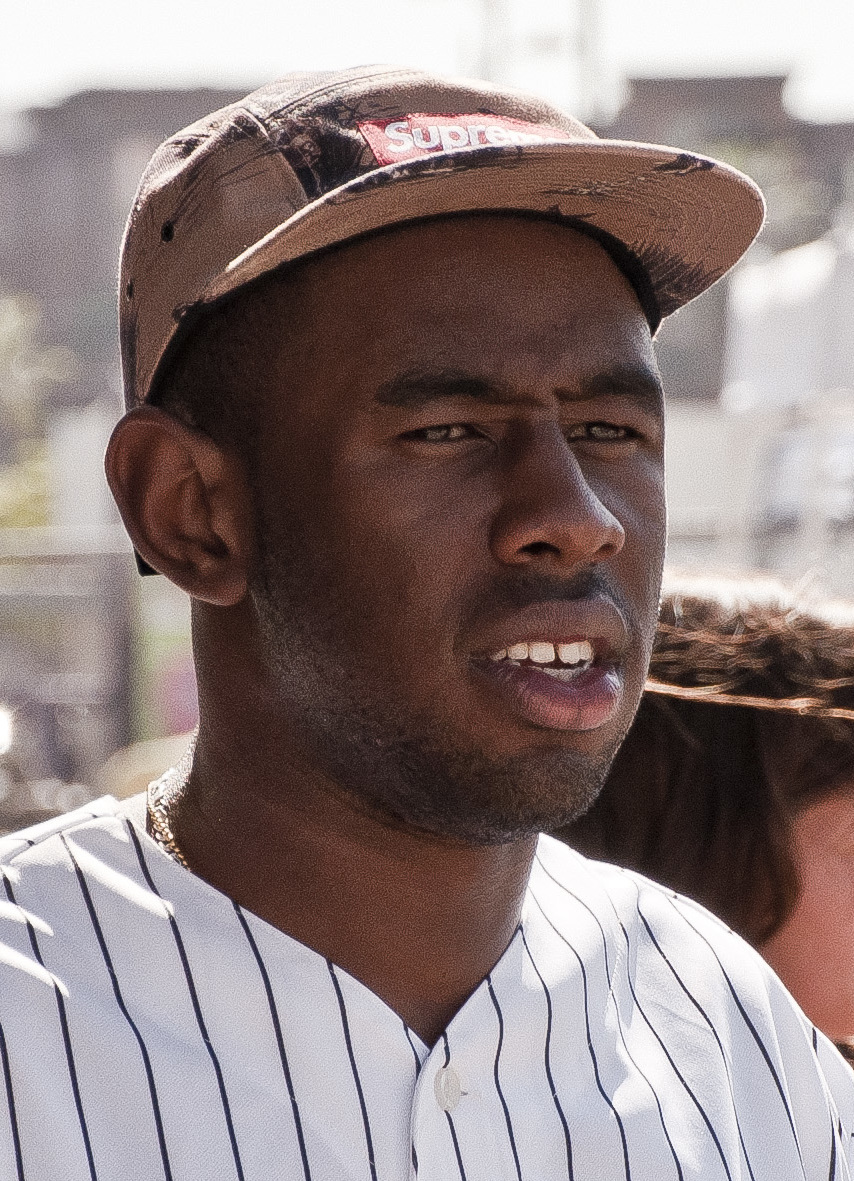
Okonma in September 2012

为了宣传《Wolf》，奥康马为其他艺人演唱了几首客串说唱，最著名的是GOOD Music的艺人Pusha T的《Trouble on My Mind》、The Game的《Martians vs. Goblins》（也邀请了Lil Wayne参与）、DJ Drama的《I'ma Hata》（也邀请了瓦卡弗洛克火焰和D-Bo参与）、Odd Future成员Domo Genesis与炼金师合作专辑《No Idols》的同名主打歌，以及Trash Talk《Blossom & Burn》（也邀请了Hodgy Beats参与）。奥康马还与MellowHype在其第三张专辑《Numbers》合作制作了歌曲《666》，该专辑邀请了Mike G参与。
2013年3月至4月，奥康马在北美和欧洲巡演。专辑的首张单曲于2013年2月14日发行，名为《Domo23》，并发布了音乐录影带，其中邀请了Domo Genesis、運動衫小霸王、Jasper Dolphin和Taco Bennett客串。2013年2月26日，奥康马在《周六夜现场》上表演了歌曲《Domo23》和《Treehome95》。
《Wolf》于2013年4月2日由Odd Future唱片和RED音乐在索尼音乐娱乐旗下发行。专辑邀请了客串，包括弗兰克·奥申、Mike G、Domo Genesis、運動衫小霸王、Left Brain、Hodgy Beats、菲瑞·威廉斯、蔬菜凱西和埃丽卡‧巴杜。除了最后一首歌曲《Lone》之外，专辑的所有歌曲都是由奥康马制作的。除了主打单曲《Domo23》之外，他还为《Bimmer》、《IFHY》和《Jamba》拍摄了音乐录影带。专辑发行后，获得了普遍的好评，并在Billboard 200排行榜上排名第三，首周销量为90,000张。
2014年1月31日，据报道奥康马正在与馬克·迪馬哥合作录制音乐。

### 2015–2016: 《甜心炸彈》

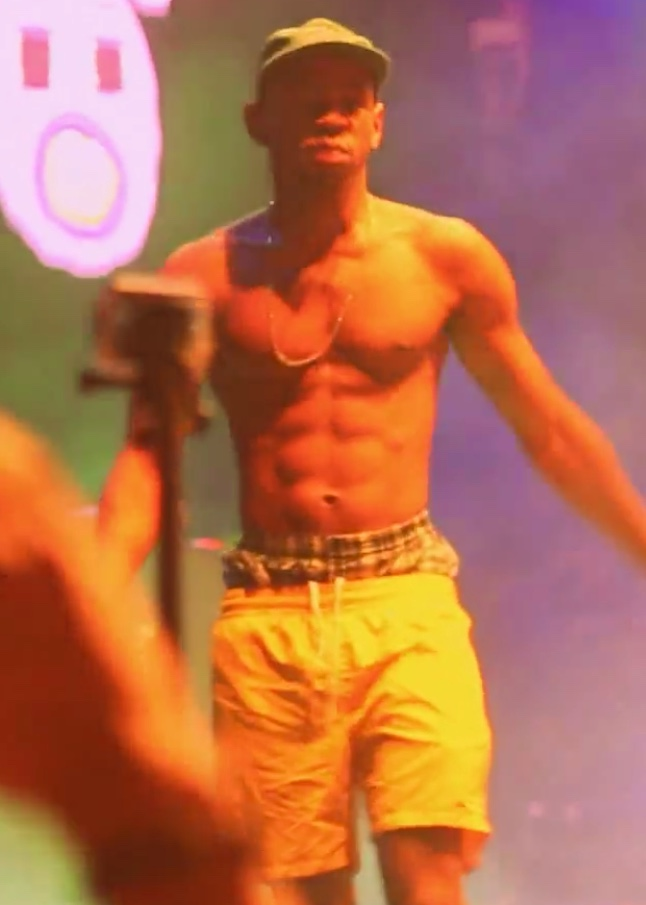
Okonma performing 《甜心炸彈》 in Moscow in August 2015

2015年4月9日，奥康马在Odd Future的官方YouTube频道上发布了歌曲"Fucking Young"的音乐录影带。影片中还包含了另一首歌曲"Deathcamp"的简短片段。奥康马在同一天宣布，这两首歌曲将收录在他的即将发行的专辑甜心炸彈中，该专辑将于2015年4月13日发行。奥康马通过他的Twitter账号宣布，专辑将邀请Charlie Wilson、Chaz Bundick和Black Lips的成员Cole Alexander参与。两天后，奥康马在科切拉音乐节上首次表演了歌曲"Fucking Young》和《Deathcamp》。在演出期间，奥康马批评了台下的许多名人，他们都是VIP成员，因为他们缺乏热情。
《甜心炸彈》于2015年4月13日通过Odd Future唱片以数字形式发行，实体专辑于2015年4月28日发行，并采用了五张不同的专辑封面。专辑邀请了肯伊·威斯特、小韋恩和學男Q等著名艺人参与。专辑的全球巡演于2015年4月11日在科切拉音乐节开始，于2015年9月在日本东京结束，涵盖北美、欧洲和亚洲。奥康马取消了“Cherry Bomb”世界巡演的澳大利亚部分，此前基层组织Collective Shout发起了一项运动，禁止他返回澳大利亚，因为他们认为他的音乐宣扬和美化了针对女性的暴力。 2015年8月26日，奥康马透露，他被禁止进入英国三到五年，这迫使他取消了为《甜心炸彈》专辑宣传的巡演，包括雷丁和利兹音乐节。他的经纪人克里斯蒂安·克兰西说，他们是从当时的英国内政大臣特蕾莎·梅那里收到的一封信中得知了禁令。梅以2009年混音带《Bastard》中的歌词为由，禁止他入境，尽管奥康马自该专辑发行以来已多次在英国巡演。奥康马后来表示，他感觉自己被当成了恐怖分子，并暗示禁令带有种族歧视，称“他们不喜欢自己的孩子崇拜一个黑人”。据BBC报道，据信该禁令于2019年2月解除，与他为宣传《Igor》在伦敦的演出相吻合。然而，2019年的演出被警方强行取消，因为他们担心场地“人满为患”，“过于喧闹”。在2020年全英音乐奖上获得最佳国际男歌手奖后，奥康马提到了禁令。“我想特别感谢一位我非常尊敬的人，是她五年前让我无法来到这个国家，”他说。“我知道她现在在家很生气。谢谢你，特蕾莎·梅。”

### 2017–2018: 《花樣男孩》，电视节目和《WANG$AP》
2017年4月8日，弗兰克·奥申在他的Beats 1电台“Blonded Radio”上发布了一首名为《Biking》的歌曲，这首歌邀请了Tyler, the Creator和Jay Z共同演唱。八天后，有消息称奥康马将为科学家比尔·奈的新节目《比爾·奈拯救世界》创作、制作并演唱主题曲。
2017年6月28日，奥康马的电视节目《Nuts + Bolts》的预告片在Viceland首播。该节目关注奥康马感兴趣或充满热情的事物，并解释了它们的创造过程。该剧于2017年8月3日首播。
2017年6月29日，奥康马在一个新的YouTube频道上发布了歌曲《Who Dat Boy》，这首歌邀请了ASAP Rocky共同演唱，此前他在社交媒体上发布了许多倒计时宣传帖子。当晚，他将这首歌发布到流媒体平台，同时还发布了一首名为《911 / Mr. Lonely》的新歌，这首歌邀请了史特夫·拉西、弗兰克·奥申和Anna of the North共同演唱。2017年7月6日，他宣布了他的第四张专辑的名称、曲目列表和发行日期，即《花樣男孩》，该专辑于2017年7月21日发行。专辑发行后，陆续发布了几首单曲，包括《Boredom》和《I Ain't Got Time!》。该专辑通过iTunes、Spotify和其他主流音乐服务发行。2017年9月14日，奥康马宣布了他与莱昂内尔·博伊斯共同创作的动画情景喜剧《The Jellies》。这一节目于2017年10月22日首播。《花樣男孩》获得了评论界的好评，并获得了第60届格莱美奖的[[格莱美最佳说唱专辑奖|最佳说唱专辑奖]]提名，这是奥康马在为2013年的年度专辑奖提名专辑《Channel Orange》做出贡献后获得的第二个格莱美提名，但最终败给了肯德里克·拉马尔的第四张录音室专辑《Damn》。
2018年3月29日，奥康马发布了歌曲《Okra》，这首歌是他在一系列自由式说唱和混音作品中发布的。奥康马称这首歌为“一首弃歌”，并表示这首歌不会收录在他的任何即将发行的专辑中，也不代表他未来作品的风格。2018年5月22日，他发布了歌曲《435》，继续发布单曲。2018年7月23日，奥康马和ASAP Rocky宣布了一个合作项目《WANG$AP》，他们发布了莫妮卡的歌曲《Knock Knock》的混音版《Potato Salad》的音乐录影带，该影片收录在ASAP Rocky的创意机构AWGE制作的影片合集“AWGE DVD (Vol. 3)”中。

### 2019至今: 《Igor》和《有我罩你》

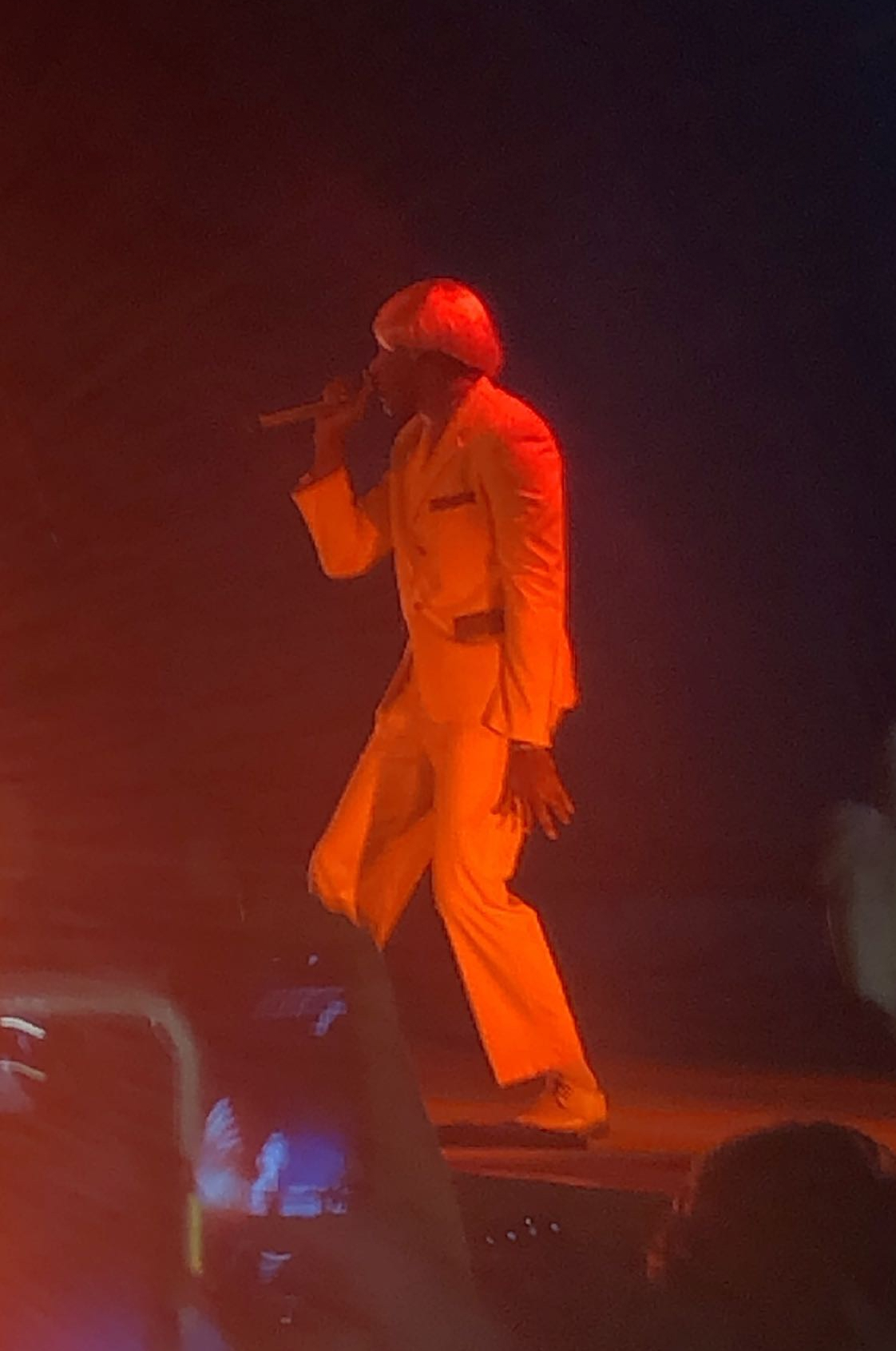
Okonma performing in Pittsburgh in 2019

2019年5月6日，奥康马在他的社交媒体账号发布了两段简短的影片片段，其中包含了新的音乐。影片中，他身穿金色长假发、彩色西装、黑色墨镜和金牙套，疯狂地跳舞；他还在社交媒体和专辑单曲的音乐录影带中以同样的风格拍照。他很快宣布了他的第五张录音室专辑《Igor》，该专辑于5月17日发行。《Igor》获得了评论界的好评，并在美国Billboard 200排行榜上排名第一，这是奥康马在美国的第一张冠军专辑。专辑中还收录了歌曲《Earfquake》，这首歌在告示牌百大單曲榜排行榜上排名第13位。2019年12月23日，奥康马发布了两首歌曲，即《Best Interest》，这首歌没有被收录进《Igor》，但发布了音乐录影带，以及《Group B》。《Igor》获得了第62届格莱美奖的最佳说唱专辑奖。
2020年1月26日，奥康马凭借《Igor》获得了他的首个格莱美奖，该奖项颁发于第62届格莱美奖。奥康马承认，虽然他“非常感谢”获奖，但将他的音乐归类为说唱是一种“反讽的赞美”。“每次我们——我的意思是像我这样的人——做任何打破类型界限的事情，或者任何事情，他们总是把它归类为说唱或都市音乐。我不喜欢‘都市’这个词——对我来说，它只是对n-word的一种政治正确的说法，”他说。他还补充说，他希望在更主流的层面上得到认可，而不是永远被贴上“都市”的标签。

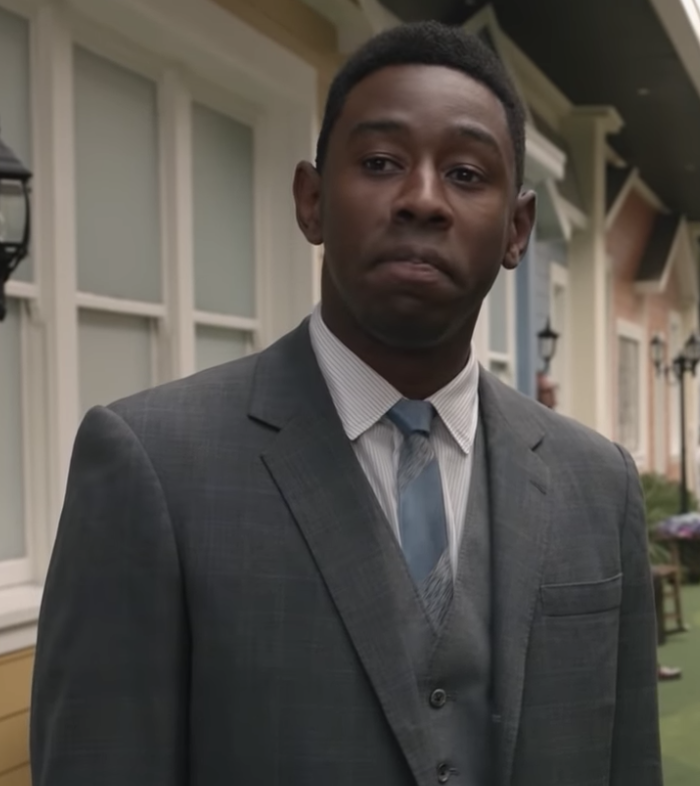
Okonma as Cornell on the Showtime comedy-drama series Kidding, 2020

为了他的第六张录音室专辑《有我罩你》，奥康马在世界各地的主要城市都放置了广告牌，上面印有电话号码，拨打该号码后，会播放奥康马和母亲之间的一段录音对话。这段录音被收录在专辑中，名为“Momma Talk”。在广告牌被发现后不久，一个同名的网站也出现了。专辑的主打单曲《Lumberjack》于6月16日发行。第二天，奥康马发布了专辑封面，并确认了专辑于6月25日发行。专辑发行后，获得了评论界的好评，并在美国Billboard 200排行榜上排名第一，这是奥康马在美国的第二张冠军专辑。2022年1月5日，Tyler, the Creator被宣布为路易斯维尔Forecastle音乐节的领衔表演者，该音乐节定于2022年5月27日至29日举行。
路易威登的2022年秋冬男装秀在巴黎的圣殿市场举行，这是已故时装设计师和路易威登创意总监維吉爾·阿布洛策划的最后一场秀。这场秀的配乐是由Tyler, the Creator创作的。他的配乐由Arthur Verocai编排，由古斯塔沃·杜达美指挥Chineke! Orchestra现场演奏。
2022年3月25日，奥康马出现在Nigo的专辑《I Know Nigo!》中的两首歌曲中，分别是开场曲“Lost and Found Freestyle 2019”，这首歌邀请了A$AP Rocky共同演唱，以及结尾曲“Come On, Let's Go”，后者与一个展示Tyler的Golf le Fleur*服装系列的音乐录影带一起发布。《有我罩你》获得了第64届格莱美奖的最佳说唱专辑奖。
2023年3月27日，奥康马发布了《《有我罩你》：遗产拍卖》，其中包含为《有我罩你》录制但未收录到最终专辑中的歌曲，包括单曲《Dogtooth》，这首歌在发布公告的当天与音乐录影带一起发布。奥康马在Twitter上表示，“《有我罩你》是我制作的第一张专辑，有很多歌曲没有被收录到最终版本中”。2023年3月29日，另一首单曲《Sorry Not Sorry》与音乐录影带一起发布。《遗产拍卖》于2023年3月31日发行，并发布了歌曲《Wharf Talk》的音乐录影带。

### 2024年至今： 《Chromakopia》
2024年4月13日，奥奥康马在科切拉音乐节担任压轴嘉宾，在周六晚的演出中，唐纳德·格洛沃、ASAP Rocky和卡莉·乌奇斯作为嘉宾出场，他还与查理·威尔逊合唱了《Earfquake》。 他以使用烟火技术炸开假拖车墙的方式开始演出，之后表演了他各个时期专辑中的曲目。评论家称这场演出是“一场令人振奋的高难度盛宴”。
2024年10月16日，奥康马在名为“St. Chroma”的预告视频中透露了他的下一张专辑的名称为《Chromakopia》。10月21日，奥康马发行了单曲《Noid》。该专辑于10月28日发行。

## 艺术风格

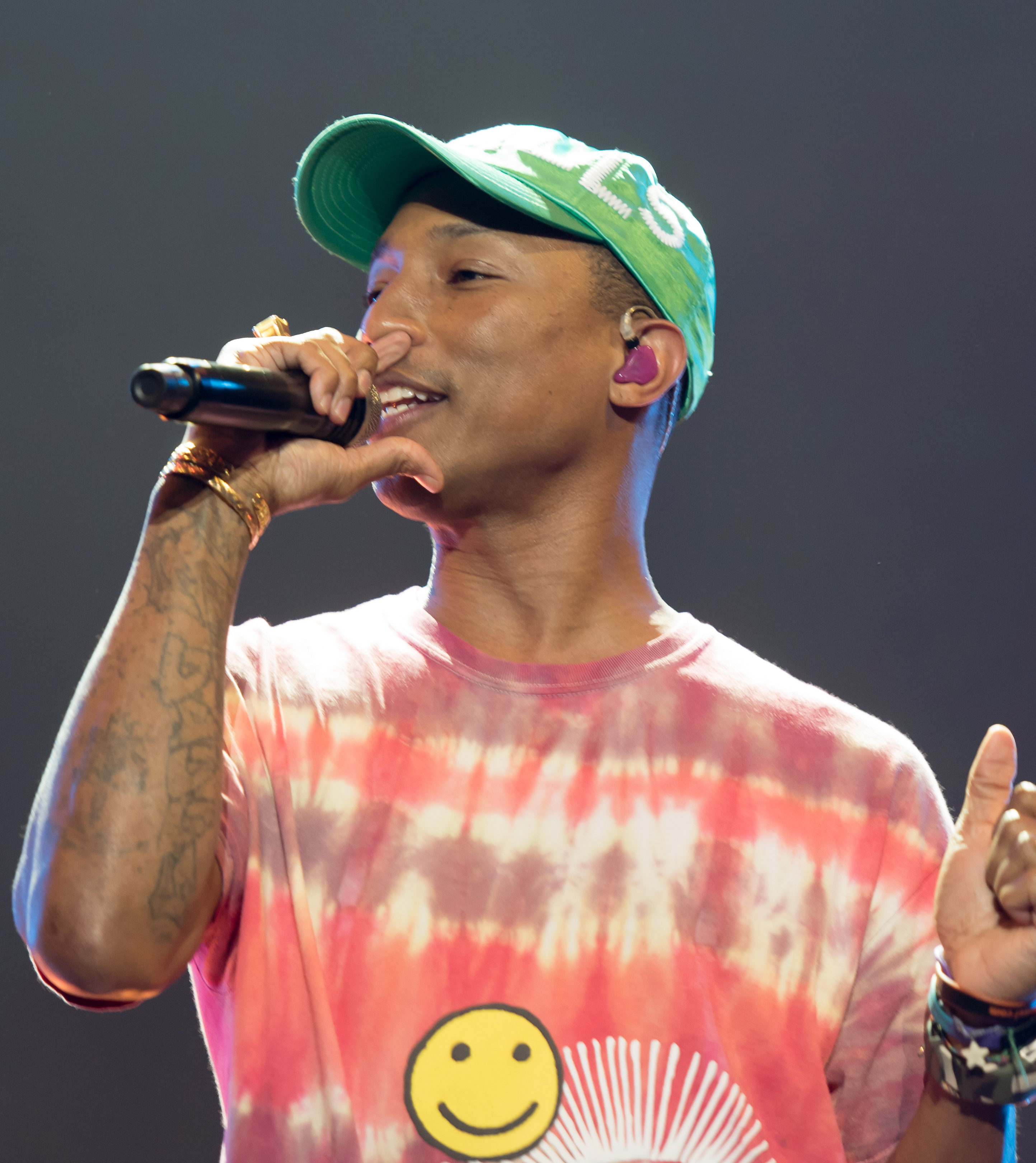
法瑞尔·威廉姆斯是对奥康马的音乐产生最大影响的艺人之一

奥康马的音乐被描述为另类嘻哈、嘻哈、新灵魂乐、西海岸嘻哈、爵士说唱和硬核嘻哈，而他的早期音乐被描述为恐怖核。当奥康马作为“网络上的奇特人物”和音乐团体Odd Future的领袖之一出现在音乐界时，他的音乐被认为与法瑞尔·威廉姆斯及其在2000年代永生樂團和海王星中的作品具有相似性，奥康马也将这些作品视为他最大的灵感来源和参考。他的首张混音带《Bastard》和首张录音室专辑《小妖精》的恐怖核美学和越轨歌词内容受到艾米纳姆的影响，尤其是后者专辑《又来了》（2009），奥康马认为这是他最喜欢的专辑之一。当被问及他歌词中具有攻击性的内容的原因时，奥康马回应说：“它们并不具有攻击性”，以及“我只是喜欢惹恼老白男”。他早期作品的“虚无主义”和黑暗美学在在线音乐社区中受到广泛批评，因为他的歌词中包含了关于强奸和谋杀的内容。歌曲《Yonkers》的音乐录影带，其中奥康马吃了一只蟑螂，并在最后自杀，在媒体中引起了争议，并被肯伊·威斯特发布在他的Twitter账号上，称其为“2011年的最佳影片”。

作为2010年代初Odd Future的实际领导者，该团体迅速引起了媒体和互联网的关注，将他们比作武当帮，因为他们具有叛逆的态度，拒绝屈服于行业标准。然而，奥康马很快否认了这些比较：“我们完全不同”。该团体的“DIY”方式对嘻哈音乐产生了重大影响，他们通过YouTube、Tumblr或MySpace等非常规平台随时发布音乐和内容，影响着艺人们在职业生涯发展中选择另一种道路。该团体和奥康马也影响了时尚，开始流行街头服饰，包括街头服饰品牌Supreme和匡威，以及他们自己的品牌“Golf Wang”，其鲜明的色彩美学。奥康马还将人们的注意力重新吸引到滑板和自行车上，因为他经常被看到在BMX或滑板上在洛杉矶周围骑行。该团体的几位成员，如弗兰克·奥申和Earl Sweatshirt，后来都取得了成功的音乐事业，而The Internet等另类乐队，由Syd和Steve Lacy领导，也随之诞生。

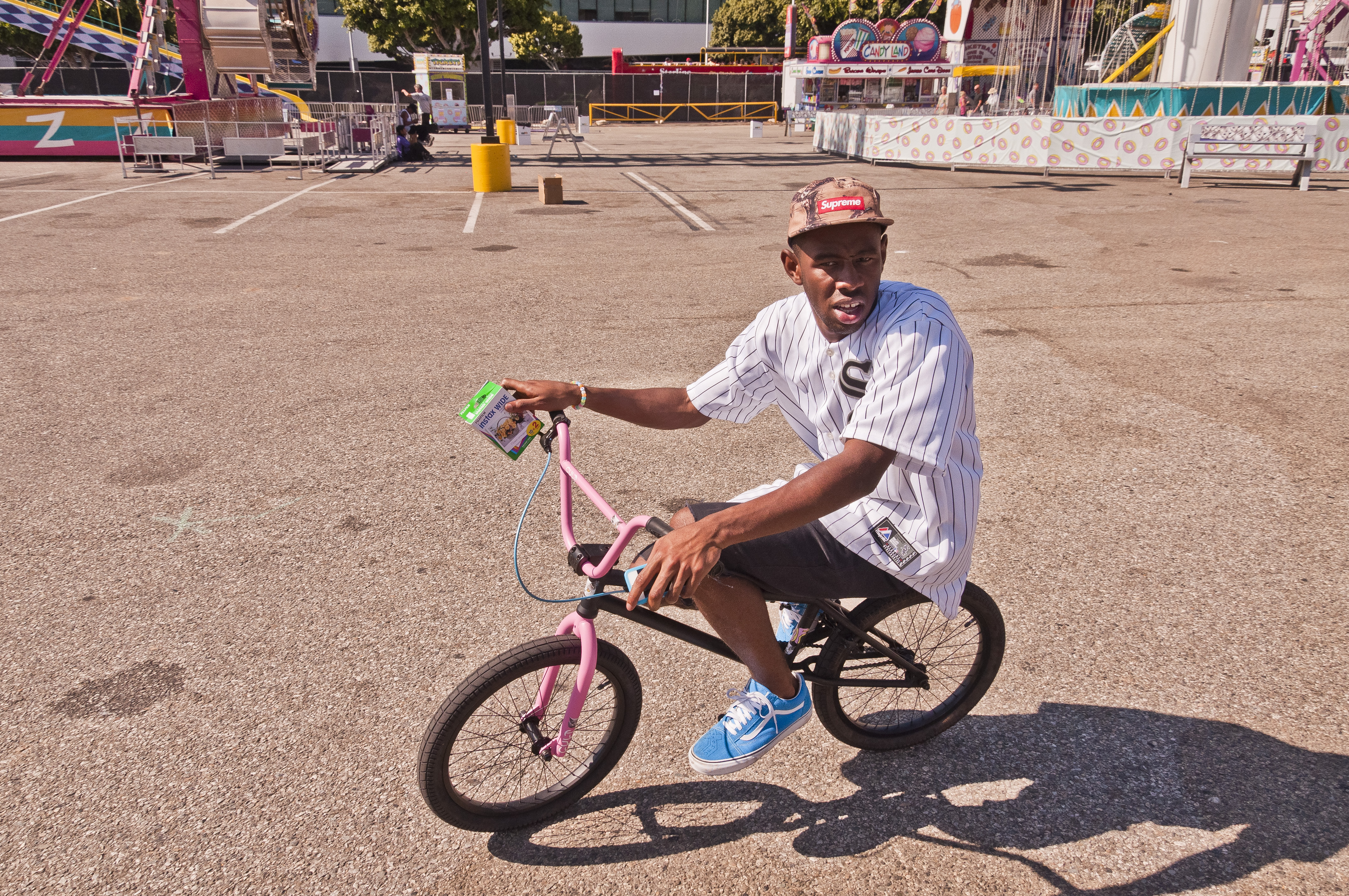
Okonma in September 2012

从他的第二张录音室专辑《Wolf》发行开始，评论家们注意到奥康马制作音乐风格的改变，他通过融合爵士、R&B和灵魂乐，将音乐风格转向更易于接受和更具旋律性的声音，包括与这些流派的艺人合作，如Erykah Badu、Charlie Wilson或弗兰克·奥申。他在歌词中也采用了更私人的方式，在歌曲"Answer"中谈到了父亲的抛弃。然而，他的下一张专辑Cherry Bomb，由于其实验性的制作而受到粉丝和评论家的褒贬不一的评价，奥康马决定“只创作歌曲”，而不考虑它们之间的联系，并采用了更“激进”和“嘈杂”的美学。《The Medium》在一篇分析文章中写道：“（Cherry Bomb）是标志着这种转变的专辑，它将为他的后续专辑《花樣男孩》和《Igor》奠定基础，在Tyler的制作风格和歌词方面。”大约在这个时候，奥康马将无限期地退出他在Odd Future中的职责，并与唱片公司哥伦比亚唱片签约。
奥康马的第四张专辑《花樣男孩》，“标志着一个新时代的开始——与他之前作品中定义的极具攻击性的歌词和黑暗主题完全不同”。《Igor》，奥康马首张格莱美获奖专辑，是一张关于“在三角恋中成为局外人的情感旅程”的深度个人概念专辑，而《有我罩你》，他的第二张格莱美获奖专辑，是一张关于“‘Tyler Baudelaire’的人物形象”的概念专辑，他是一位风度翩翩、阅历丰富的绅士，对高级艺术有着精致的品味”。这三部曲确立了奥康马作为他那一代和那个十年最受赞誉和评价最高的艺人之一的地位。在接受BET大奖的文化影响力奖时，奥康马感谢了Q堤、安德烈3000、查德·雨果、肯伊·威斯特、蜜西·艾莉特、巴斯达韵和海普·威廉斯对于他的影响。除了音乐之外，奥康马还在时尚界建立了自己的地位，推出了Golf Le Fleur，一个高端奢侈品牌，被描述为“体现了他最新专辑《有我罩你》的环球旅行场景”。

## 个人生活
奥康马自2002年以来一直是狂热的滑板爱好者，并收藏BMX自行车。他认定自己为无神论者。奥康马患有哮喘，并且在舞台上被看到使用吸入器。因此，他遵循直刃族的生活方式。

### 性取向
奥康马一直是关于他的性取向的猜测对象，并在歌词和采访中多次直接提到有过同性恋关系或经历过同性恋吸引。他在2015年接受滚石杂志采访时，称自己“gay得不得了”（gay as fuck），并说“我的朋友们已经习惯了我的同性恋身份，他们根本不在乎”。2017年，在接受Noisey采访时，奥康马说，在他15岁的时候，他已经有了男朋友。《花樣男孩》专辑中的歌词引发了人们猜测奥康马正在出柜；相关的歌曲是《Foreword》、《Garden Shed》和《I Ain't Got Time!》。在2018年接受《Fantastic Man》杂志采访时，在谈到《花樣男孩》专辑中的歌词“我从2004年开始就亲吻白人男孩”以及公众对此的反应时，奥康马说：“人们对此仍然感到很模糊，但我对此无所谓。尽管我被认为是外向和张扬的，但我仍然很私密，这是一种奇怪的二元性”。《Igor》讲述了很多人认为是奥康马和一个隐藏身份的双性恋男人之间的浪漫关系，而《有我罩你》专辑中的歌曲“Wilshire”有歌词“我可以在我去过的每个国家，每天都和上千个女人发生关系/男人或女人，没关系，如果我见过他们，我就拥有他们”。专辑豪华版中的歌曲《Sorry Not Sorry》有歌词“对不起我不得不隐藏的那些男人/对不起我不得不欺骗的那些女人”，指的是他向公众隐瞒了自己的男性恋人。奥康马在Odd Future成员弗兰克·奥申公开承认与另一名男性有过恋爱关系后，他对奥申表达了支持。
奥康马因使用恐同的辱骂语而受到批评，尤其是他经常在他的歌词和Twitter上使用“faggot”这个词。他否认了恐同的指控，称：“我不是恐同。我只是说‘faggot’，并用‘gay’来形容愚蠢的事情”，以及“我不是恐同。我只是认为‘faggot’这个词很伤人”。然而，他后来在接受MTV采访时表示：“好吧，我有同性恋粉丝，他们并没有觉得被冒犯，所以我不知道。如果你觉得被冒犯了，那就是被冒犯了。如果你叫我‘nigger’，我根本不在乎，但这只是我个人想法。有些人可能会以不同的方式看待它；我个人来说，根本不在乎。”。

### 法律问题
2011年12月22日，奥康马因涉嫌在乐声剧院的演出中破坏设备而被捕。粉丝拍摄的影片显示奥康马将麦克风扔向了一名音响师。奥康马随后向Roxy剧院支付了8,000美元的赔偿金。
2014年3月15日，奥康马在德克萨斯州奥斯汀因在西南偏南演出时告诉粉丝冲过安保人员而被捕，罪名是煽动暴乱。奥康马面临最高一年监禁和4,000美元罚款的指控。奥康马的律师佩里·明顿辩称，暴乱指控被夸大了，并加剧了人们对他的委托人的误解，他没有任何前科。这些指控后来被撤销。
2015年8月26日，奥康马透露，他被禁止进入英国三到五年，这迫使他取消了为《甜心炸彈》专辑宣传的巡演，包括雷丁和利兹音乐节。他的经纪人克里斯蒂安·克兰西说，他们是从当时的英国内政大臣特蕾莎·梅那里收到的一封信中得知了禁令。梅以2009年混音带《Bastard》中的歌词为由，禁止他入境，尽管奥康马自该专辑发行以来已多次在英国巡演。奥康马后来表示，他感觉自己被当成了恐怖分子，并暗示禁令带有种族歧视，称“他们不喜欢自己的孩子崇拜一个黑人”。据BBC报道，据信该禁令于2019年2月解除，与他为宣传《Igor》在伦敦的演出相吻合。然而，2019年的演出被警方强行取消，因为他们担心场地“人满为患”，“过于喧闹”。在2020年全英音乐奖上获得最佳国际男歌手奖后，奥康马提到了禁令。“我想特别感谢一位我非常尊敬的人，是她五年前让我无法来到这个国家，”他说。“我知道她现在在家很生气。谢谢你，特蕾莎·梅。”

### 恩怨

#### Eminem
在奥康马表示他觉得埃米纳姆的一首新歌“很糟糕”以后，埃米纳姆在他的歌曲《Fall》中对奥康马进行了回击，称奥康马为“faggot”（这是一个对同性恋的蔑称），并声称奥康马是为了博得更多关注才在音乐中探索自己性取向。在歌词引发争议后，艾米纳姆承认自己过火了，他说，“在我试图伤害他的过程中，我意识到我伤害了许多其他人。”在接受《卫报》采访时，奥康马回应说他并不在意这些侮辱，他认为人们不应该替他感到冒犯，当时他和朋友们听到这段歌词时，只是回放了一遍，然后继续玩游戏。

#### DJ Khaled
2019年6月，在《Igor》在Billboard 200排行榜上超过DJ Khaled的专辑《Father of Asahd》，登上榜首后，DJ Khaled在Instagram上发布了一段影片，批评奥康马的音乐，说他的音乐很“神秘”，人们很少听到。他认为自己的音乐更受欢迎，因为人们在开车、理发店或广播里都能听到他的歌。随后他删除了这段影片。
2021年8月6日，奥康马在Hot 97电台上谈到了DJ Khaled的争议，称他喜欢“看着这个人内心崩溃，因为那个怪人赢了”，并且说。在专辑《有我罩你》获得2022年格莱美最佳说唱专辑奖后，奥康马在Twitter上调侃道：“神秘音乐！哈哈！”。
《滚石》杂志在2023年11月7日的一篇关于DJ Khaled的特写报道中称，DJ Khaled曾表达过对与奥康马合作的兴趣，并表示他们现在关系良好。

## 音乐作品
未發布
- 《At Your Own Risk》(2007-2008)
- 《Wolf V.1》(2010)
- 《Zombie circus》(2012-2013)

(專輯皆收錄在他的舊SoundCloud帳號Ace,the Creator
https://on.soundcloud.com/8itUN
混音帶
- 《Bastard（英语：Bastard (mixtape)）》 (2009)

录音室专辑
- 《小妖精（英语：Goblin (album)）》 (2011)
- 《Wolf（英语：Wolf (Tyler, the Creator album)）》 (2013)
- 《甜心炸彈（英语：Cherry Bomb (album)）》 (2015)
- 《花樣男孩》 (2017)
- 《Igor》(2019)
- 《有我罩你》 (2021)
- 《Chromakopia》（2024）
- 《Don't Tap The Glass》(2025)

## 巡演

### 个人巡回演出
- Wolf Tour (2013)[160]
- 2014 Tour (2014)[161]
- Cherry Bomb Tour (2015)
- Okaga, CA Tour (2016)[162]
- Flower Boy Tour (2017–2018)[163]
- Igor Tour (2019)
- Call Me If You Get Lost Tour (2022)

### 合作巡回演出
- Rocky and Tyler Tour (with A$AP Rocky) (2015)[164]

### 客串巡回演出
- Kid Cudi - Cud Life Tour (2013)[165]

## 影视作品

### 电视
| 年份      | 名称                     | 角色                    | 备注                                                                                             |
| --------- | ------------------------ | ----------------------- | ------------------------------------------------------------------------------------------------ |
| 2011–2013 | 《周六夜现场》           | 本人                    | 2011: 与霍奇共同表演了《Sandwitches》 2013: 与可可·O共同表演了《Treehome95》，并表演了《Domo23》 |
| 2011      | 《真人秀名人的十七歲》   | 本人                    |                                                                                                  |
| 2011      | 《上班狂人》             | 客串                    | 剧集：《Heist School》                                                                           |
| 2011      | 《天兵公园》             | Blitz Comet Big Trouble | 配音角色（剧集：《Rap It Up》）                                                                  |
| 2012      | 《明星大整蠱》           | 本人                    | 2集；第9季，第2集和第4集                                                                         |
| 2012      | 《逞能倒霉蛋》           | 本人                    | 第2季，第10集：Tyler, The Creator & Taco Bennett                                                 |
| 2012      | 《明迪烦事多》           | 说唱歌手                | 第1季，第10集：《Mindy's Brother》                                                               |
| 2012–2014 | 《Loiter Squad》         | 本人                    | 联合创作者、制作人、作曲                                                                         |
| 2013      | 《大卫·莱特曼晚间秀》    | 本人                    | 与Domo Genesis和運動衫小霸王共同表演了《Rusty》                                                  |
| 2013      | 《亞森尼奧·霍爾秀》      | 本人                    |                                                                                                  |
| 2013      | 《斧子警察》             | Liborg                  | 2集                                                                                              |
| 2015      | 《黑色炸药》             | Broto                   | 第2季，第10集：《The Wizard of Watts》                                                           |
| 2015      | 《埃里克·安德烈秀》      | 本人                    | 第3季，第8集：《Jimmy Kimmel; Tyler, the Creator》                                               |
| 2015      | 《泰維斯·斯密利》        | 本人                    |                                                                                                  |
| 2017      | 《斯蒂芬·科拜尔晚间秀》  | 本人                    | 表演了《911》                                                                                    |
| 2017-2019 | 《The Jellies!》         | 各种                    | 创作者、执行制作人、作曲                                                                         |
| 2020      | 《酸黃瓜先生的人生笑話》 | Cornell                 | 第2季                                                                                            |
| 2022      | 《大嘴巴》               | 耶稣基督                | 第6季，第1集：《The Hookup House》                                                               |

### 电影
| 年份 | 标题               | 角色 | 备注     |
| ---- | ------------------ | ---- | -------- |
| 2022 | 《蠢蛋搞怪到永远》 | 本人 | 客串演出 |
| 2022 | 《死蠢鬥一番4.5》  | 本人 | 客串     |

### 导演作品

#### 音乐录影带
| 年份 | 歌曲                                                                               | 艺人               | 备注                                    |
| ---- | ---------------------------------------------------------------------------------- | ------------------ | --------------------------------------- |
| 2010 | "Bastard"                                                                          | Tyler, the Creator | 署名为Wolf Haley 与Taco Bennett共同执导 |
| 2010 | "French!" (featuring Hodgy Beats)                                                  | Tyler, the Creator | 署名为Wolf Haley 与Taco Bennett共同执导 |
| 2010 | "VCR"                                                                              | Tyler, the Creator | 署名为Wolf Haley 与Taco Bennett共同执导 |
| 2011 | 《Yonkers》                                                                        | Tyler, the Creator | 署名为Wolf Haley                        |
| 2011 | "She" (featuring Frank Ocean)                                                      | Tyler, the Creator | 署名为Wolf Haley                        |
| 2011 | "Bitch Suck Dick" (featuring Jasper Dolphin & Taco)                                | Tyler, the Creator | 署名为Wolf Haley                        |
| 2012 | "Rella" (featuring Hodgy Beats, Domo Genesis and Tyler, the Creator)               | Odd Future         | 署名为Wolf Haley                        |
| 2012 | "NY (Ned Flander)" (featuring Hodgy Beats & Tyler, the Creator)                    | Odd Future         | 署名为Wolf Haley                        |
| 2012 | "Sam (Is Dead)" (featuring Domo Genesis and Tyler, the Creator)                    | Odd Future         | 署名为Wolf Haley                        |
| 2012 | "F.E.B.N."                                                                         | Trash Talk         | 署名为Wolf Haley                        |
| 2013 | "Domo 23/Bimmer"                                                                   | Tyler, the Creator | 署名为Wolf Haley                        |
| 2013 | "Whoa" (featuring Tyler, the Creator)                                              | Earl Sweatshirt    | 署名为Wolf Haley                        |
| 2013 | "IFHY/Jamba" (featuring Pharrell and Hodgy Beats)                                  | Tyler, the Creator | 署名为Wolf Haley                        |
| 2013 | "Tamale/Answer"                                                                    | Tyler, the Creator | 署名为Wolf Haley                        |
| 2013 | "Glowing"                                                                          | D.A. Wallach       | 署名为Wolf Haley                        |
| 2015 | "Fucking Young/Deathcamp"                                                          | Tyler, the Creator | 署名为Wolf Haley                        |
| 2016 | "Buffalo/Find Your Wings" (featuring Shane Powers, Roy Ayers, Syd, and Kali Uchis) | Tyler, the Creator | 署名为Wolf Haley                        |
| 2016 | "Perfect" (featuring Kali Uchis and Austin Feinstein)                              | Tyler, the Creator | 署名为Wolf Haley                        |
| 2017 | "Who Dat Boy/911" (featuring A$AP Rocky)                                           | Tyler, the Creator | 署名为Wolf Haley                        |
| 2018 | "Okra"                                                                             | Tyler, the Creator | 署名为Wolf Haley                        |
| 2018 | "Potato Salad" (featuring A$AP Rocky)                                              | Tyler, the Creator | 署名为Wolf Haley                        |
| 2018 | "See You Again / Where This Flower Blooms" (featuring Kali Uchis and Frank Ocean)  | Tyler, the Creator | 署名为Wolf Haley                        |
| 2019 | "Earfquake"                                                                        | Tyler, the Creator | 署名为Wolf Haley                        |
| 2019 | "A Boy Is a Gun"                                                                   | Tyler, the Creator | 署名为Wolf Haley                        |
| 2019 | "I Think"                                                                          | Tyler, the Creator | 署名为Wolf Haley                        |
| 2019 | "Best Interest"                                                                    | Tyler, the Creator | 署名为Wolf Haley                        |
| 2021 | "Lumberjack"                                                                       | Tyler, the Creator | 署名为Wolf Haley                        |
| 2021 | "WusYaName" (featuring Youngboy Never Broke Again and Ty Dolla Sign)               | Tyler, the Creator | 署名为Wolf Haley                        |
| 2021 | "Juggernaut" (featuring Lil Uzi Vert and Pharrell Williams)                        | Tyler, the Creator | 署名为Wolf Haley                        |
| 2021 | "Corso"                                                                            | Tyler, the Creator | 署名为Wolf Haley                        |
| 2021 | "Lemonhead" (featuring 42 Dugg and Frank Ocean)                                    | Tyler, the Creator | 署名为Wolf Haley                        |
| 2022 | "Come On, Let's Go" (featuring Nigo)                                               | Tyler, the Creator | 署名为Tyler Okonma                      |